# توني ريا
توني ريا (بالإنجليزية: Tony Rea)‏ هو لاعب دوري الرغبي أسترالي، ولد في 25 يوليو 1966 في بوندابيرج في أستراليا.